# Калюжний Ростислав Андрійович

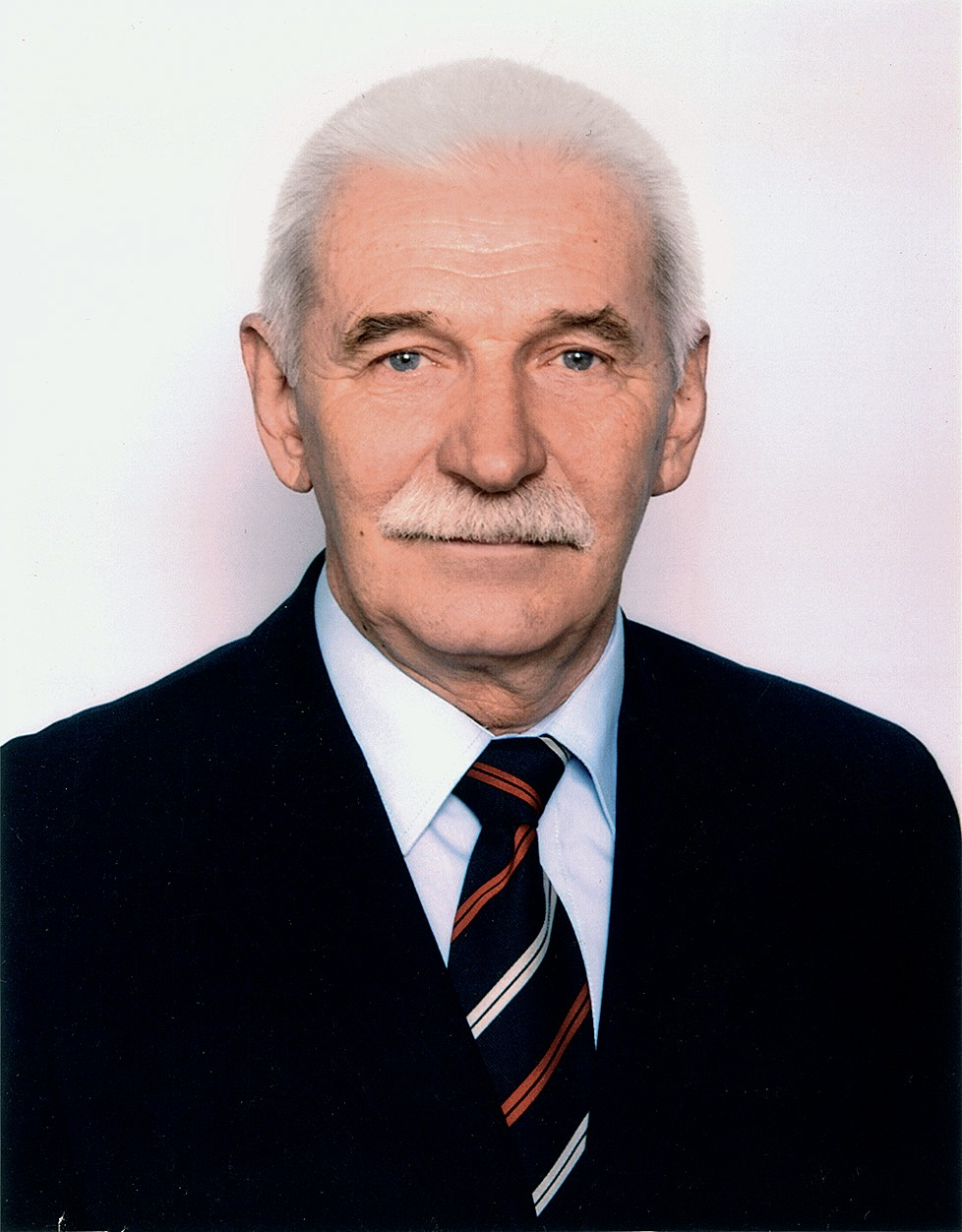
Калюжний Ростислав Андрійович

Ростислав Андрійович Калюжний (* 24 січня 1944, м. Поті, Грузія) — український правознавець, доктор юридичних наук з 1992.

## Короткий життєпис
У 1974 році закінчив Київський державний університет ім. Т. Г. Шевченка; у 1974–1980 р.р. працював стажистом-дослідником, молодшим науковим співробітником Інституту держави і права Академії наук України; у 1980–1992 р.р. обіймав посади старшого наукового співробітника. начальника ад'юнктури Київської вищої школи МВС, начальника доктарантури та ад'юнктури Української академії внутрішніх справ; у 1993–1995 р.р. був професором кафедри загальноюридичних наук Київського інституту внутрішніх справ, професором кафедри теорії держави, права та політики Української академії внутрішніх справ. У 1995–2002 р.р. працював начальником кафедри державно-правових дисциплін Київського інституту внутрішніх справ при НАВСУ, а з 2002 року — начальником кафедри теорії держави і права НАВСУ.

## Напрямки наукових інтересів
Головні напрями наукової діяльності Р. А. Калюжного: інформаційне право, римське право, права і свободи людини, активні форми та методи навчання.

## Наукові праці
За час науково-педагогічної діяльності він опублікував понад 110 наукових та навчально-методичних робіт, у тому числі 12 монографій, 14 навчальних посібників. Здійснює наукове редагування, рецензування підручників, монографій, навчальних посібників, наукових статей. Є керівником наукової школи з окремих проблем інформаційного права. Підготував не одного доктора юридичних наук, здійснює наукове керівництво докторських і кандидатських дисертацій. Брав участь у розробці міждержавних, державних, галузевих програм удосконалення законодавства, підготовки кадрів для правоохоронних органів, підвищення ефективності боротьби зі злочинністю, використання новітніх інформаційних технологій у правоохоронній діяльності, нормативно-правових актів, діяльності експертної ради ВАК України.

## Громадська діяльність
Калюжний Р. А. є президентом Київського правничого товариства, заступником голови Солом'янської районної організації Союз юристів України.

## Науково-редакційна діяльність
Входить до складу редакційних колегій наукових видань: «Науковий вісник НАВСУ», «Науковий вісник юридичної академії МВС України», «Бюлетень Київського інституту внутрішніх справ». «Вісник державної служби України», «Інформаційне право».

## Спортивні досягнення
Захоплюється спортом. Є чемпіоном світу з волейболу серед ветеранів спорту (1994 р. Фінляндія, м. Тампере).

## Відзнаки
Нагороджений ювілейною медаллю «День міліції України. 1О років», Хрестом пошани «За духовне відродження» (2002 р.), Грамотою Верховної Ради України (2003 р.), подякою Кабінету Міністрів України, удостоєний премії ім. Ярослава Мудрого, а в 2004 р. — відзнаки МВС України «За розвиток науки, техніки та освіти» ІІ ступеня.